# Münchner Kammerspiele
De Münchner Kammerspiele is een toonaangevend theatergezelschap in Duitsland. Het Münchner Kammerspiele - Schauspielhaus aan de Maximilianstrasse in het centrum van München is het belangrijkste podium van het gezelschap.

## Geschiedenis
De Münchner Kammerspiele werden in 1906 opgericht door de theatermaker Erich Ziegel in het stadsdeel Schwabing. In 1926 verhuisde het gezelschap van Schwabing naar het Schauspielhaus in de Maximilianstrasse, een gebouw uit 1901 in de stijl van de jugendstil van de architecten Max Littmann en Richard Riemerschmid (interieur). Door de ligging aan een binnenhof is het jugendstilkarakter van het gebouw vanaf de straat niet zichtbaar. In 1933 werd het theater een gemeentelijke instelling. In 1961 werd het Werkraumtheater opgericht, een alternatief podium voor kleinere en meer experimentele producties. In 2001 werd een moderne uitbreiding van het Schauspielhaus in gebruik genomen. Sedertdien beschikt het gezelschap over drie podia: het hoofdpodium in het Schauspielhaus en twee kleinere podia, het Werkraumtheater en de oefenzaal in de nieuwbouw, Neues Haus genoemd.
In 1917 werd Otto Falckenberg artistiek leider van het gezelschap. Hij zorgde ervoor dat de Kammerspiele vanaf de jaren 1920 tot de belangrijkste theatergezelschappen in het Duitse taalgebied gingen behoren. Talloze wereldpremières vonden in het Schauspielhaus plaats, waaronder werken van Friedrich Dürrenmatt, Frank Wedekind en Bertolt Brecht. Tot de belangrijke schrijvers, regisseurs en acteurs die met de Kammerspiele hebben samengewerkt behoren Bruno Hübner, Axel von Ambesser, Fritz Kortner, Peter Stein, Franz Xaver Kroetz, Robert Wilson, George Tabori, Erwin Faber, Edgar Selge en Max Schreck. De Hongaar George Tabori ontwierp in de jaren 1980 bij de Kammerspiele een aantal ensceneringen die grote indruk maakten.
In 2005, 2009, 2013, 2019 en 2020 werd het theater door enkele tientallen door het blad Theater heute gevraagde theatercritici gekozen tot 'Theater des Jahres'.

## Intendanten
Een bekend intendant van de Kammerspiele was Otto Falckenberg (1917-1944), bekend om zijn expressionistisch theater in het Duitsland van de Weimarrepubliek. Hij realiseerde er onder andere in 1922 Bertolt Brecht's eerste toneelstuk Trommeln in der Nacht.
Opvolgers van Falckenberg bij de Kammerspiele waren Erich Engel (1945-1947), Hans Schweikart (1947-1963), August Everding (1963-1973), Hans-Reinhard Müller (1973-1983), Dieter Dorn (1983-2001) en Frank Baumbauer (2001-2009).

## Simons, Van Hove, Grünberg
Van 2010 tot 2015 was de Nederlandse regisseur Johan Simons intendant van de Münchner Kammerspiele. In die periode was het gezelschap ook vaker in Nederland te zien, onder andere met de voorstellingen Hotel Savoy, Drei Farben en Hiob. In 2012 organiseerde de Stadsschouwburg Amsterdam het theaterfestival Brandhaarden geheel rondom de Münchner Kammerspiele. Te zien waren onder andere de voorstellingen Winterreise van Elfriede Jelinek (met Katja Herbers), Gesäubert/Gier/4.48 Psychose van Sarah Kane (beide stukken in een regie van Johan Simons), Ludwig II (regie: Ivo van Hove, met o.a. Jeroen Willems) en Ruf der Wildnis (regie: Alvis Hermanis). Deze laatste keerde in 2013 met de Kammerspiele terug in Amsterdam met Wassa van Maxim Gorki, met onder anderen Elsie de Brauw en Katja Herbers.
Ivo van Hove regisseerde in München behalve het eerdergenoemde Ludwig II ook het stuk Seltsames Intermezzo. Van Hoves eigen gezelschap tot 2023, Toneelgroep Amsterdam, was ook regelmatig in München te zien in een van de zalen van de Kammerspiele, onder andere met Opening Night, Hedda Gabler en Na de Repetitie.
In 2013 ging bij de Kammerspiele een toneelstuk in première, dat Arnon Grunberg in opdracht van het gezelschap had geschreven. Het stuk, Der jüdische Messias, is gebaseerd op Grunbergs roman De joodse messias uit 2004. Voor deze commissie woonde Grunberg enkele maanden in München.